# パラマリボ市街歴史地区
パラマリボ市街歴史地区（パラマリボしがいれきしちく）は、スリナムの首都パラマリボのうち、コロニアル様式の町並みが残る区画を対象とするUNESCOの世界遺産リスト登録物件である。パラマリボには、中南米に多く残るスペイン・ポルトガルの旧植民都市と違い、例外的にオランダの様式とクリオーリョの様式が融合した独特の都市景観が残されている。木造の家屋が中心の建造物群は過去の大火で深刻な被害を受けたが、修復や再建に当たっても伝統的な様式を守ることに注意が払われてきた。スリナムでは中央スリナム自然保護区に次いで2件目の世界遺産であり、2002年に文化遺産として最初の登録を果たした。

## 歴史
スリナムの植民地化は1499年のスペイン人アロンソ・デ・オヘダとフアン・デ・ラ・コサによるワイルド・コースト発見にさかのぼるが、植民地化を巡って本格的に争ったのはイギリスとオランダであった。パラマリボらしき名は1614年にオランダ人が先住民の村落であるパルマルボ (Parmarbo) ないしパルムルボ (Parmurbo) の近くに交易拠点を築いたという形で記録されているが、現在のパラマリボは、ブレダ条約でスリナムがオランダ領と決まった1667年に始まった。
その年にオランダ人は、パラマリボにゼーランディア要塞を築いた。この要塞はイギリス人が築いたスリナム川左岸の簡易な要塞を再建したものである。その周辺に町が形成されたが、当初は都市計画がなく、雑然とした町並みに過ぎなかったという。要塞と周辺の町がほぼ同時に建設されるのは、オランダの植民都市のパターンのひとつで、類例にはエルミナ（ガーナ）、ゼーランディア（台湾）などがあった。
スリナムは当初、要塞の名前にあるようにゼーラント州が支配権を持っていたが、1682年に権益がオランダ西インド会社に売却され、アムステルダム市とコーネリス・エールセン・ファン・ソメルスダイクも出資する形で合名会社「スリナム特殊法人」 （1683年 - 1795年）が設立された。ソメルスダイクは初代総督としてパラマリボに都市計画を持ち込み、1683年から整然とした街が形成されていった。パラマリボに導入されていく宅地割などには、ヴォーバンの都市計画の間接的な影響が指摘されている。
それ以降、18世紀半ばまではゼーランディア要塞の西側に市域が拡大していった。あわせてゼーランディア要塞の補強のためにニーウ・アムステルダム要塞の建設も行われた。ゼーランディア要塞周辺の建物は貝殻層(Shell ridge formations) の上に建てられたが、沼沢地からの隆起で形成された地盤のために、排水目的の運河も整えられた。主要な街路は運河と平行になるように設計され、中心部に設定された広場（現・独立広場）に面して、市庁舎を兼ねた改革派の教会堂も建てられた。当時はスリナムでのサトウキビ栽培のプランテーション開発が進められていた時期であり、市域の拡大の主たる目的は都市機能の整備にあった。この時期の町並みはコロニアル様式に典型的な格子状の街路を基調とするものであり、住居は主に木造であった。地元で調達可能な資材で住居を建てるという点ではカリブ海にオランダが築いた拠点都市のウィレムスタットの歴史地区と同じだが、乾燥した熱帯のウィレムスタットが珊瑚岩を使ったのに対し、水に恵まれたパラマリボは木を使うという違いが生まれた。その形式のうち、少なくとも屋根やファサードの様式は北欧に見られる木造倉庫と共通するものがあるが、熱帯における強い日差しへの対応として切妻屋根を前に突き出し、それを支えるベランダを発達させるというアレンジが施されている。
独立広場周辺には総督官邸（現・大統領官邸）、政庁（現・財務省）などの建物が整備されていった。こうした政治権力を誇示する建造物群が集まる開放的な空間の存在は、広い地域を支配するにあたり、法治の象徴として植民地住民にその権威を可視的に示す必要性から要請されたものだという。それは同じ中南米のオランダ植民都市でも、キュラソー島の拠点にすぎなかったウィレムスタットの歴史地区には見られなかったものであり、植民都市の特色が島から大陸で変化したことを示している。
18世紀後半以降、プランテーションの衰退によって、農園からパラマリボへと流入する人口が増え、それによる住居の増加がさらなる市域の拡大を促した。18世紀半ばには西方向への拡大に対し45度で交わる格子状の街路が建設されていたが、人口増加によって、ゼーランディア要塞の北や、従来の市域の南などへの拡大が進んだ。このころまでに形成された建物の多くは1821年と1832年の大火で失われたが、街路の区画割りのほとんどは18世紀までに建設されたものが維持されている。
19世紀後半には、公式な奴隷制廃止（1863年）以降に黒人が多く流入し、今なお最大の人口集団を形成している。スリナムでは、衰退しつつあったとはいえ残っていたプランテーションの維持のため、インド人などの契約労働者を多く受け入れた経緯があるため、パラマリボの新興住宅地にはヒンドゥー教徒の印として旗竿などを掲げる家が多くある。この点、ウィレムスタットでユダヤ人（セファルディム）の影響の大きさが顕著だったことと対比し、2つの植民都市の基本的な役割の違いが投影されているとも指摘されている。

## 主な建造物

### ゼーランディア要塞
ゼーランディア要塞は1667年に建設されたパラマリボ最古の建築物である。その平面図は五角形でそれぞれの頂点に稜堡が築かれた。世界遺産推薦時に「ゼーランディア要塞地区」として示された範囲には、旧官舎４棟、旧軍事刑務所、旧倉庫跡、旧衛兵所などが含まれていた。旧官舎はいずれも平屋ないし2階建てで、レンガ造りの1棟を除けば残りはすべて木造である。旧軍事刑務所は1996年まで実際に使用されていた建物で、レンガ造りの平屋建てである。旧倉庫は19世紀の大火で被災した廃墟で、それ以前には食料庫などとして利用されていた。

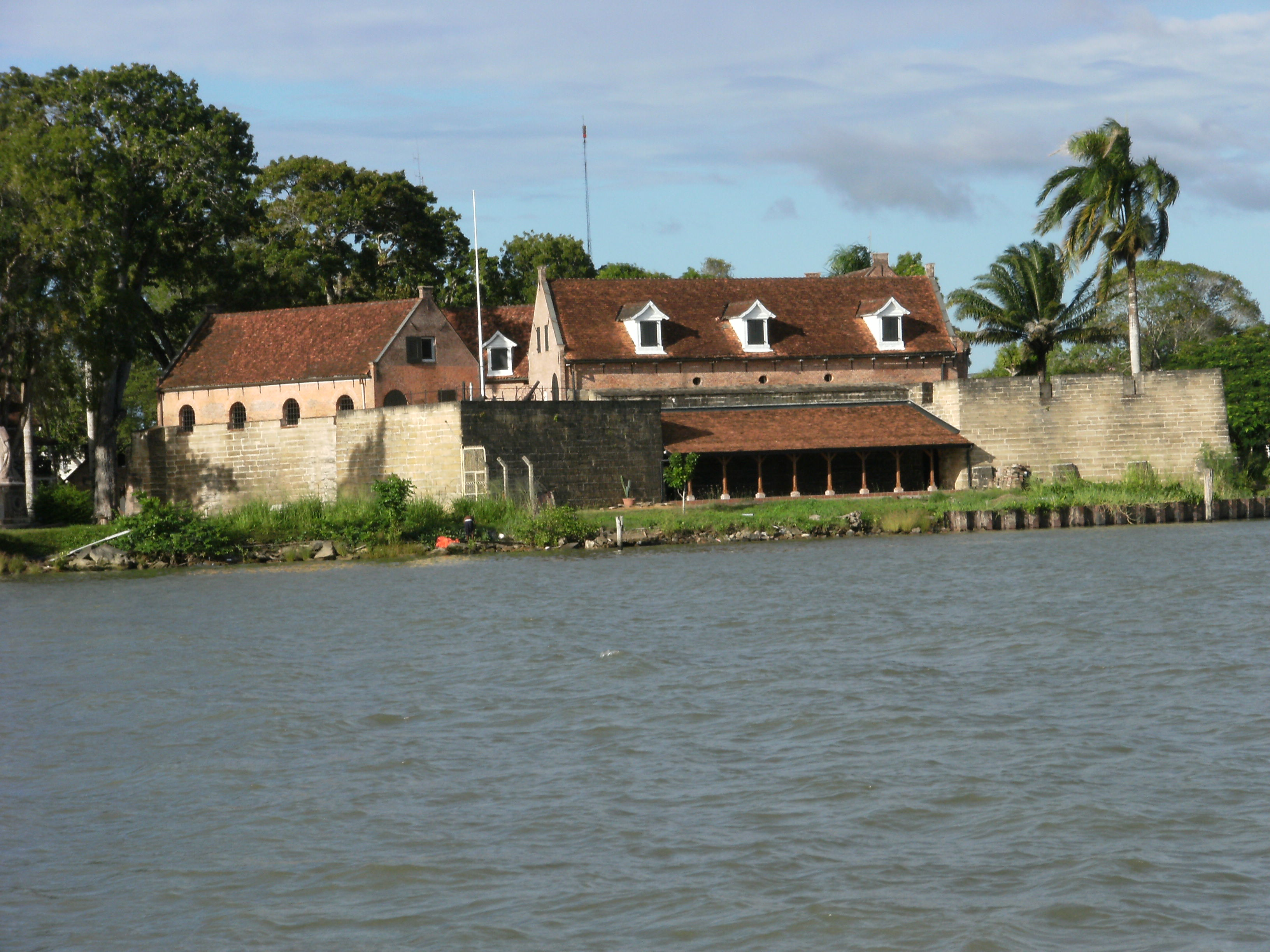
海から眺めたゼーランディア要塞
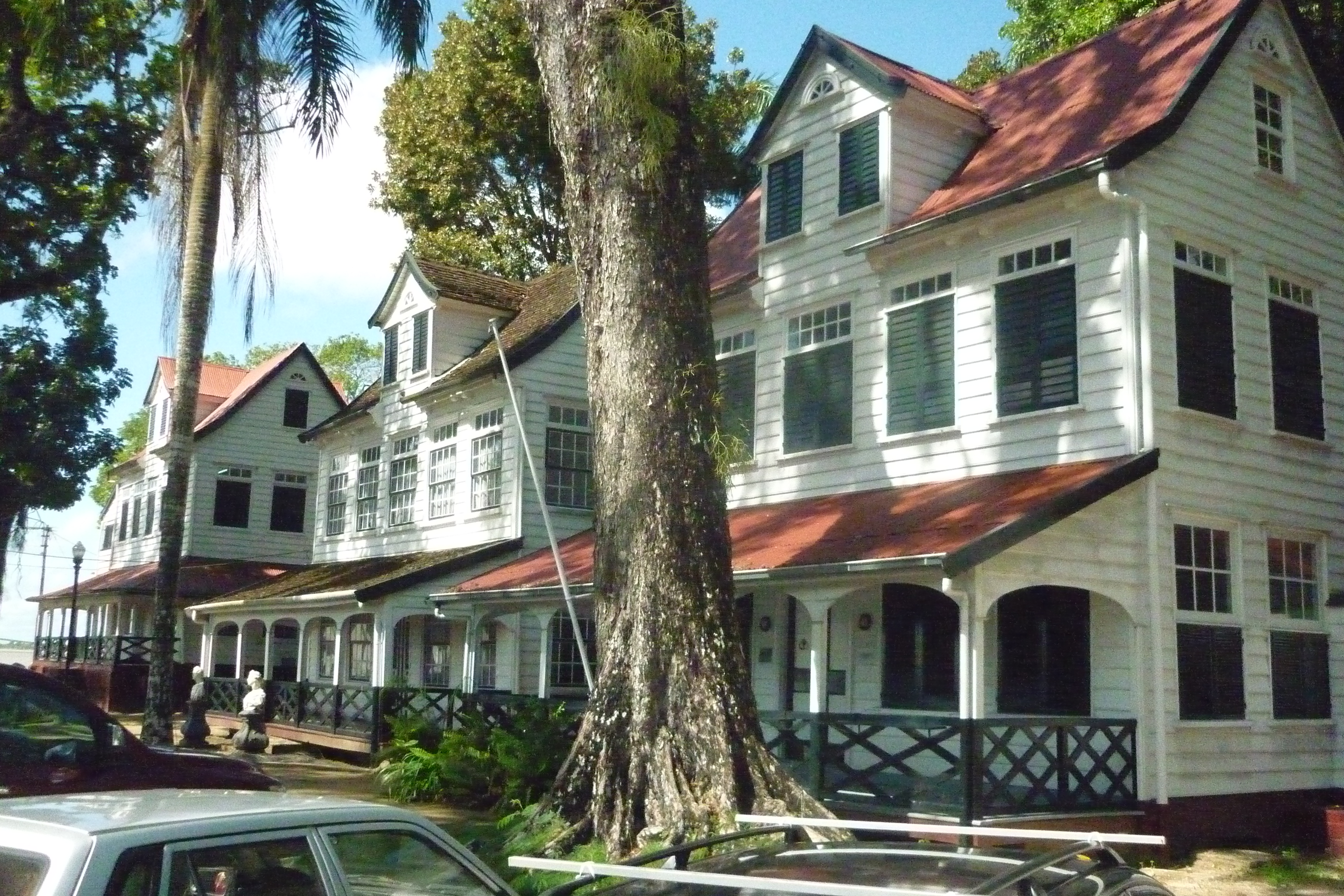
旧官舎のひとつ
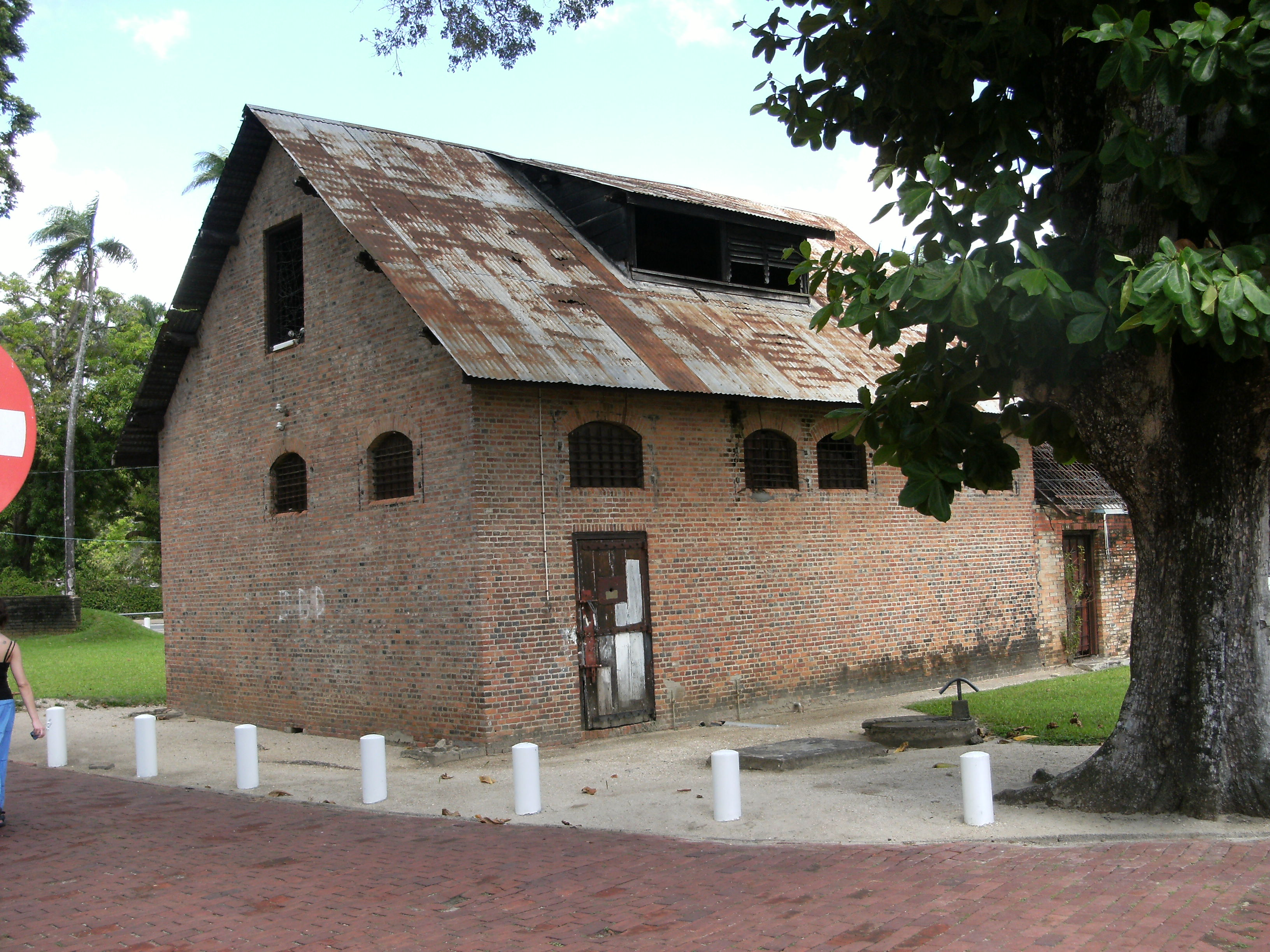
旧軍事刑務所
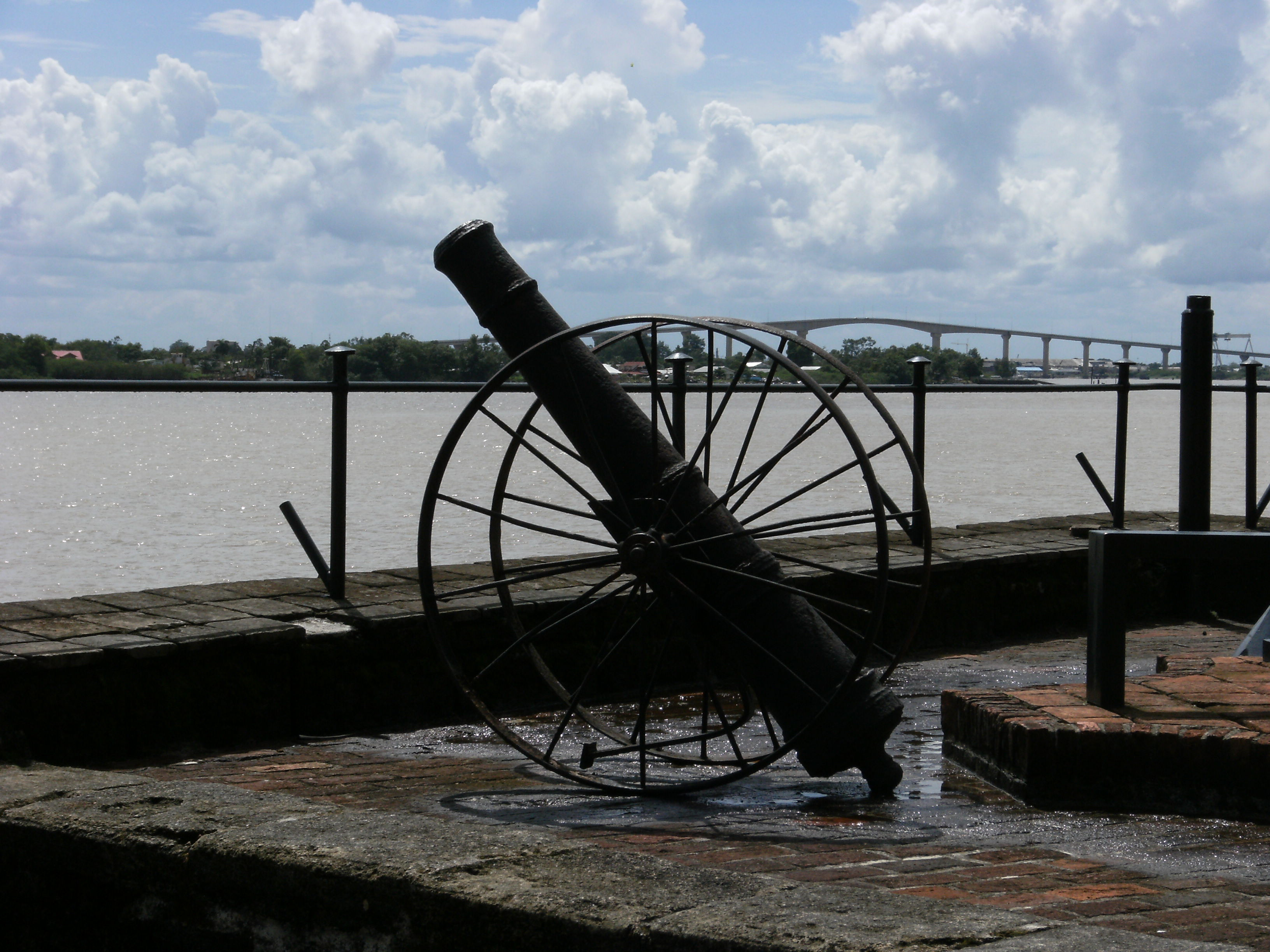
要塞に残る砲台
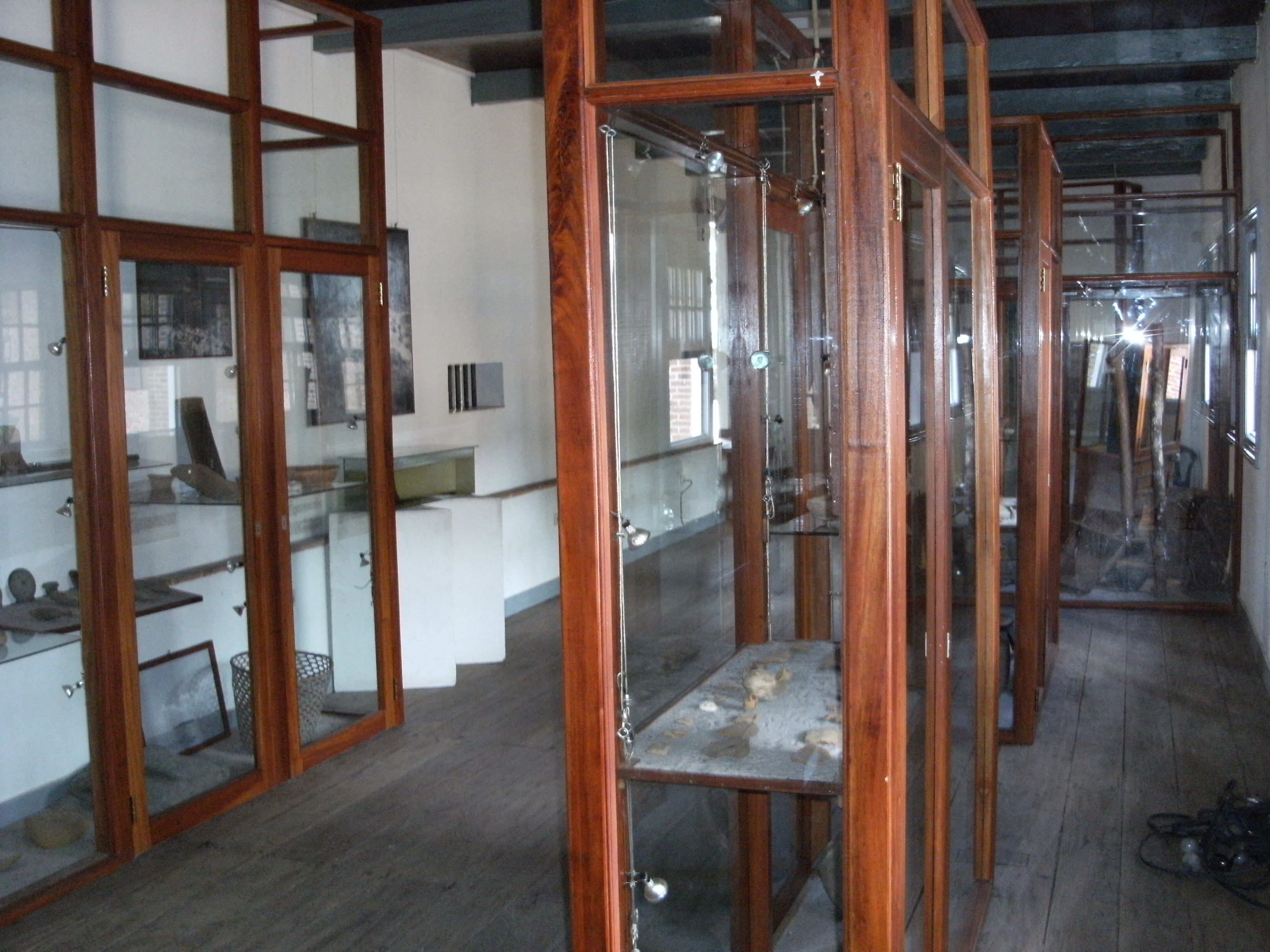
ゼーランディア要塞内部
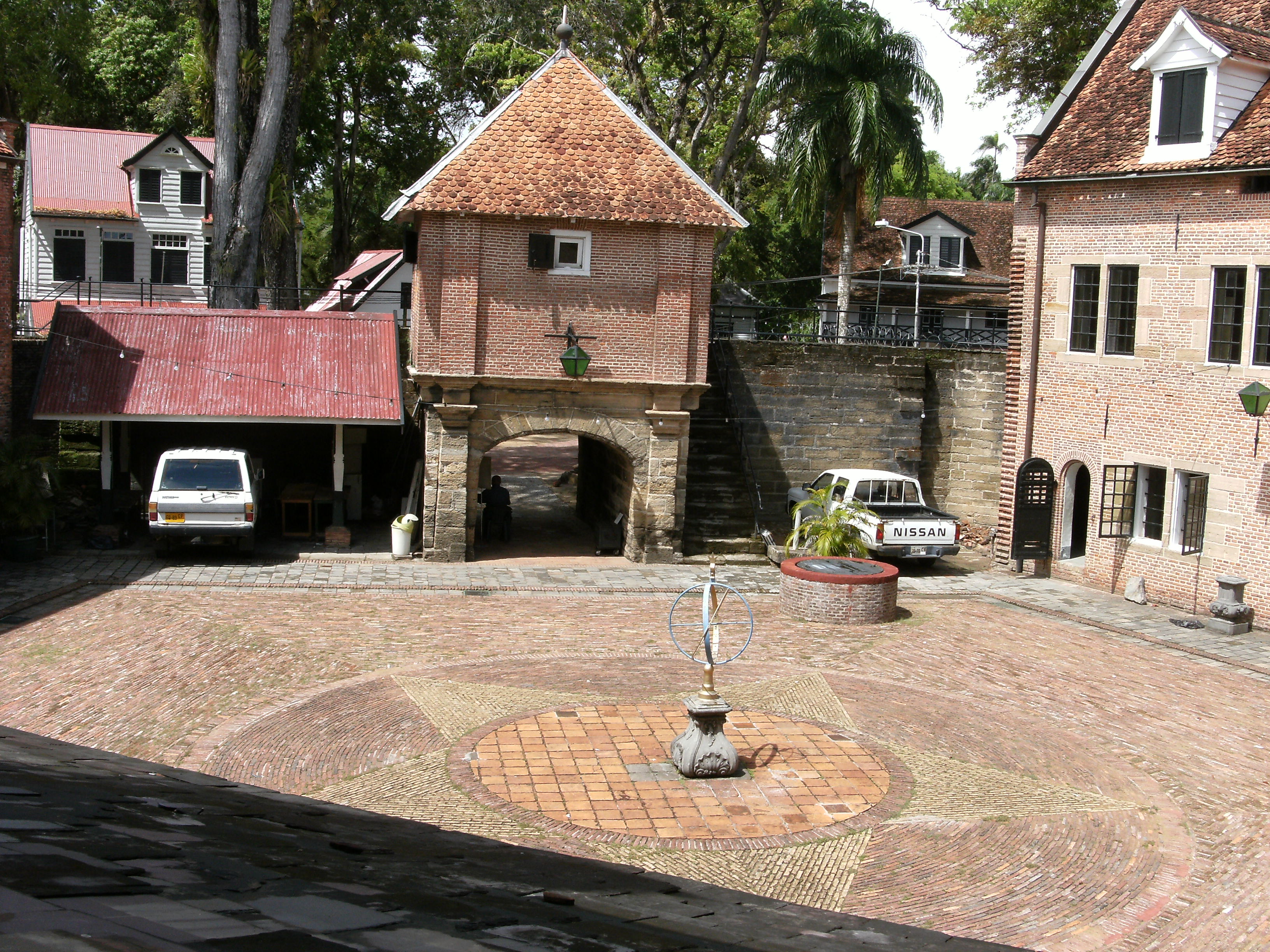
ゼーランディア要塞の中庭

### 大統領官邸
大統領官邸は1730年に建てられ1階だけ石造で、上層階は木造である。独立広場の北面に位置し、かつては総督府となっていたコロニアル様式の建物である。1787年から1788年にかけて柱廊が付け加えられ、イオニア式の付け柱で区切られている。また、かつての厨房や馬車置き場も残っている。

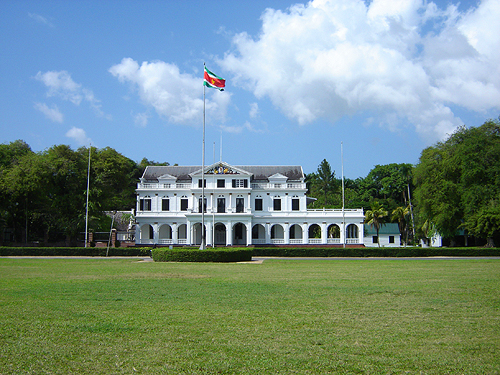
大統領官邸
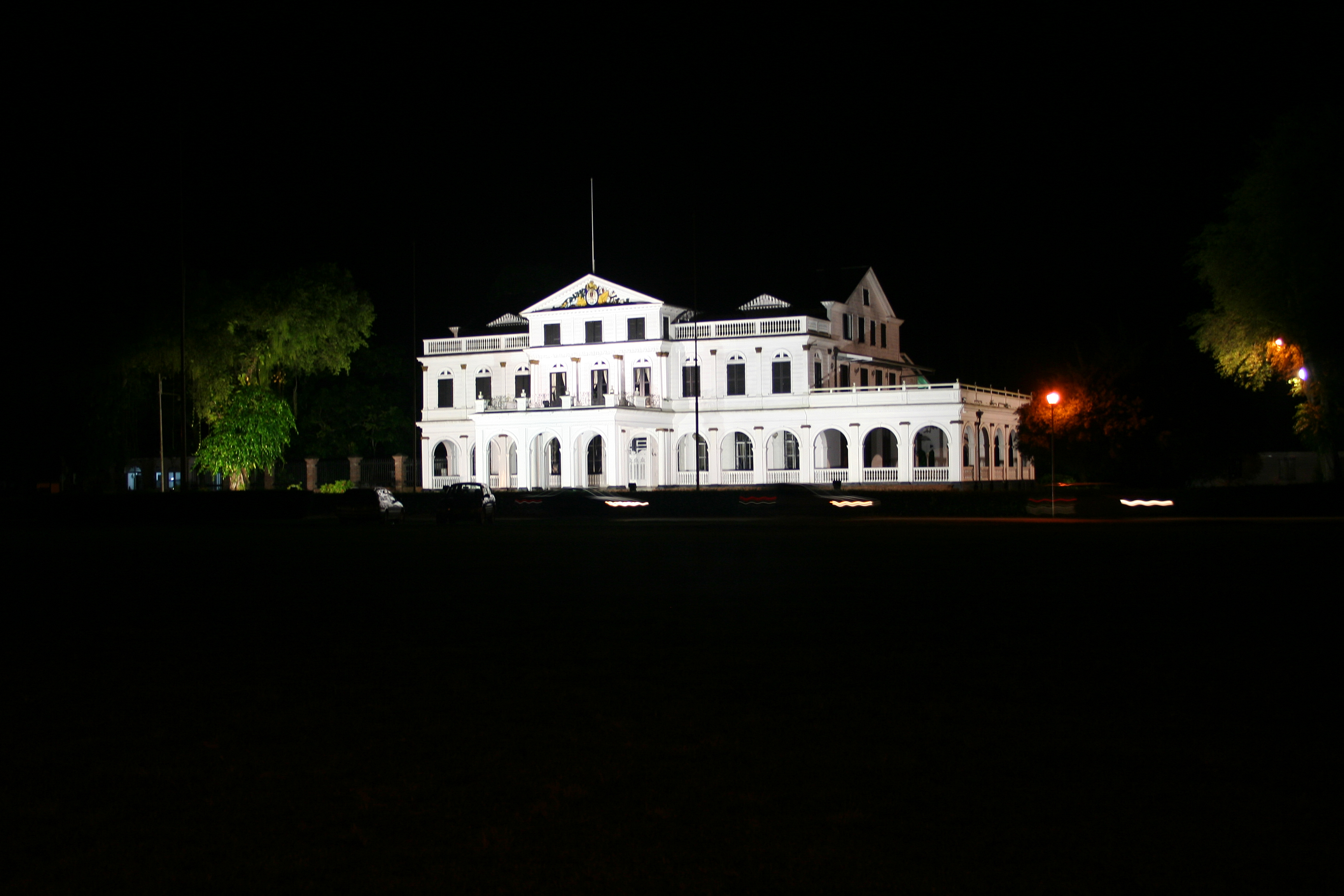
夜の大統領官邸
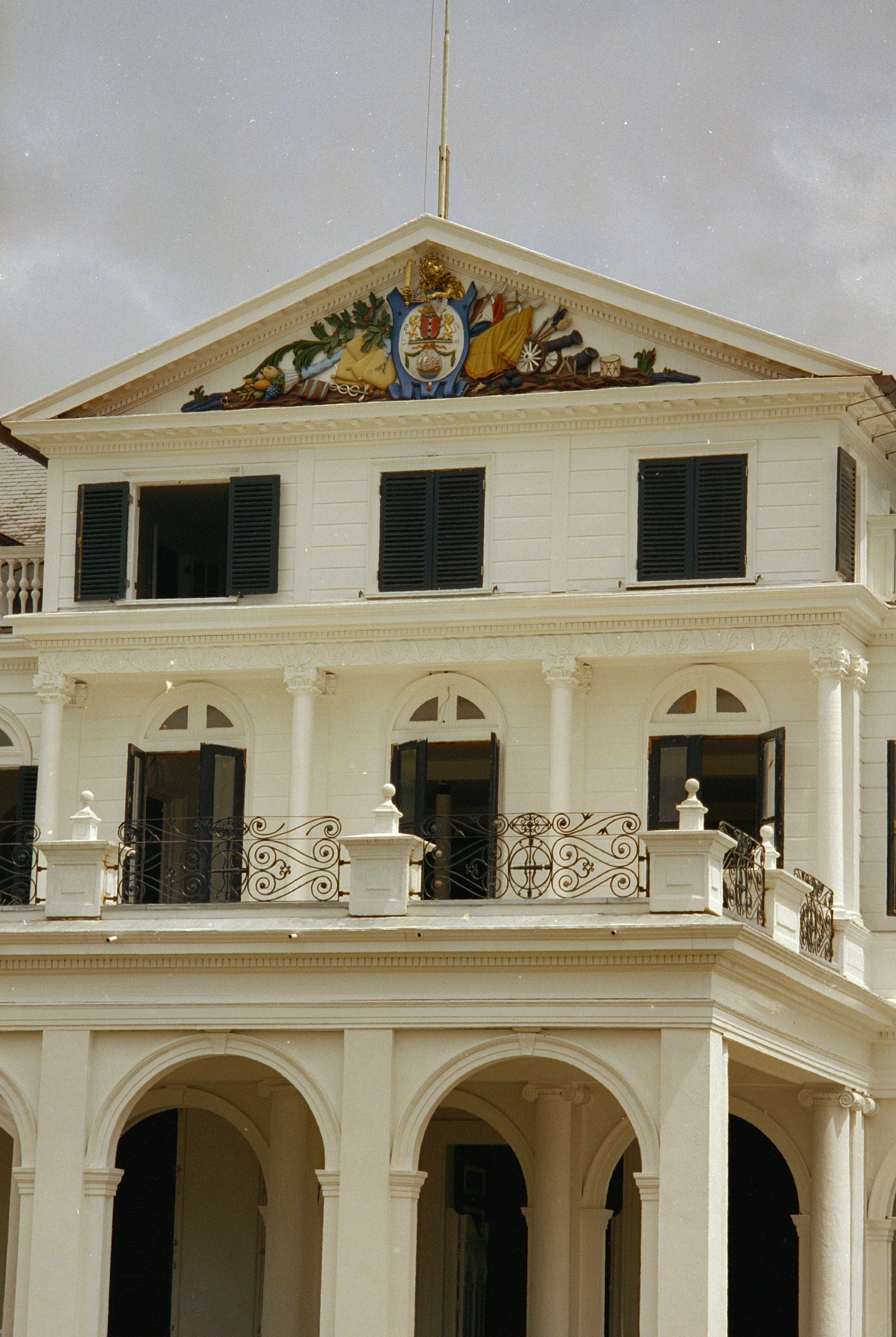
ファサードの拡大
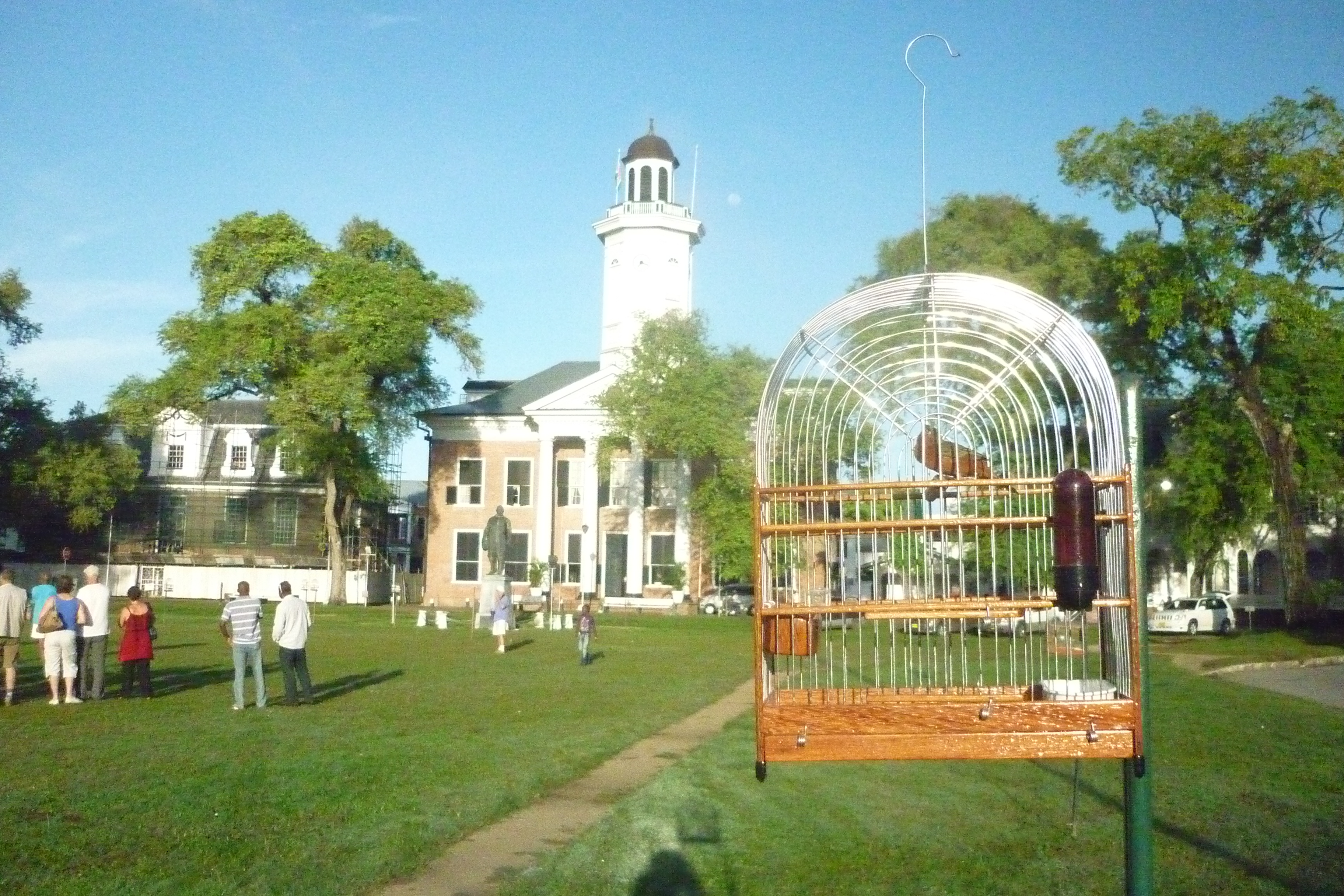
独立広場

### 財務省
財務省は1836年から1841年にかけて地元の建築家フォイクト (J.A. Voigt) が建て、当時は政庁として用いられていた。高さ34.5 m のレンガ造りで、時計塔と古典主義的なポルチコを備えている。

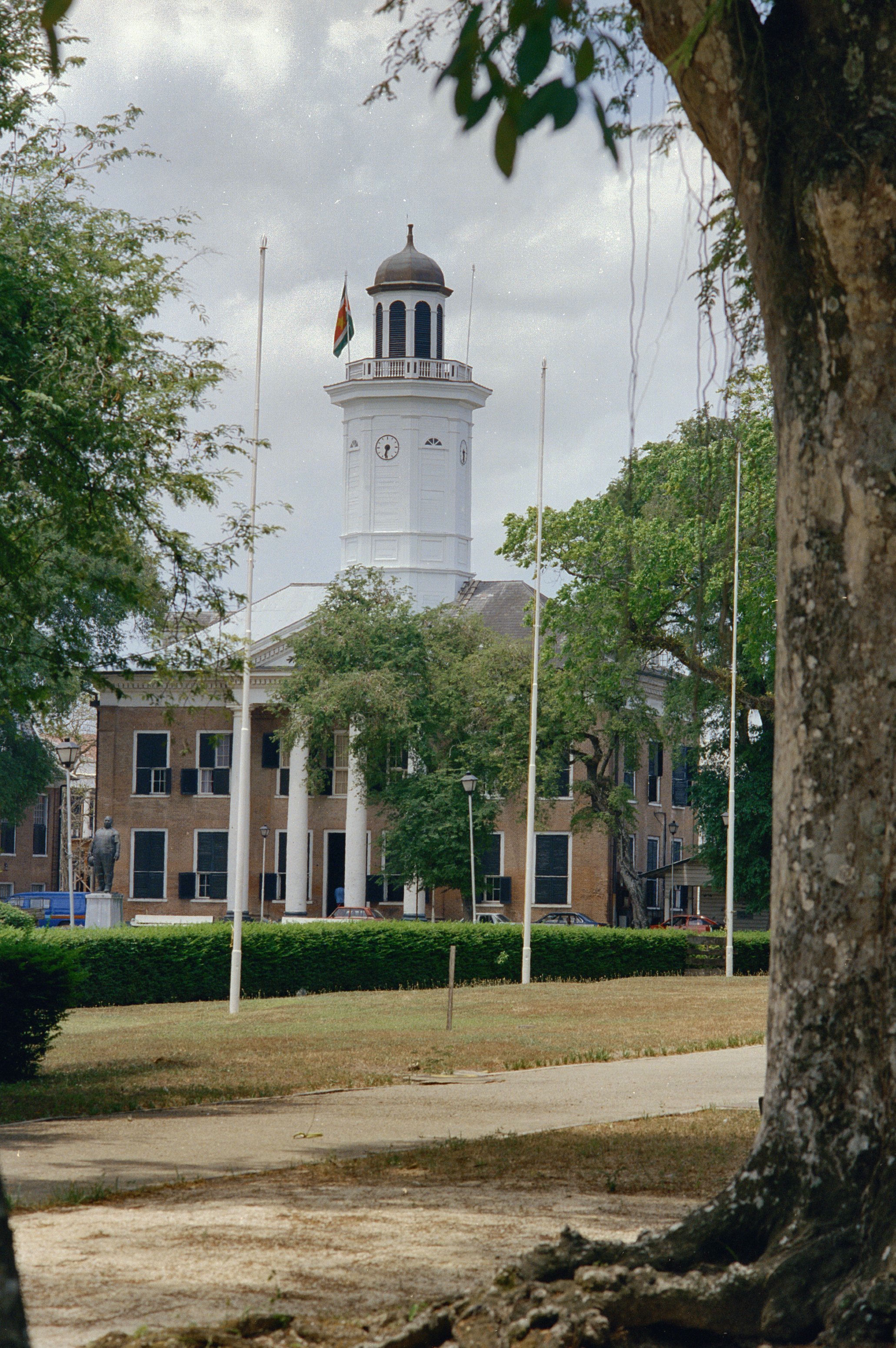
財務省の外観
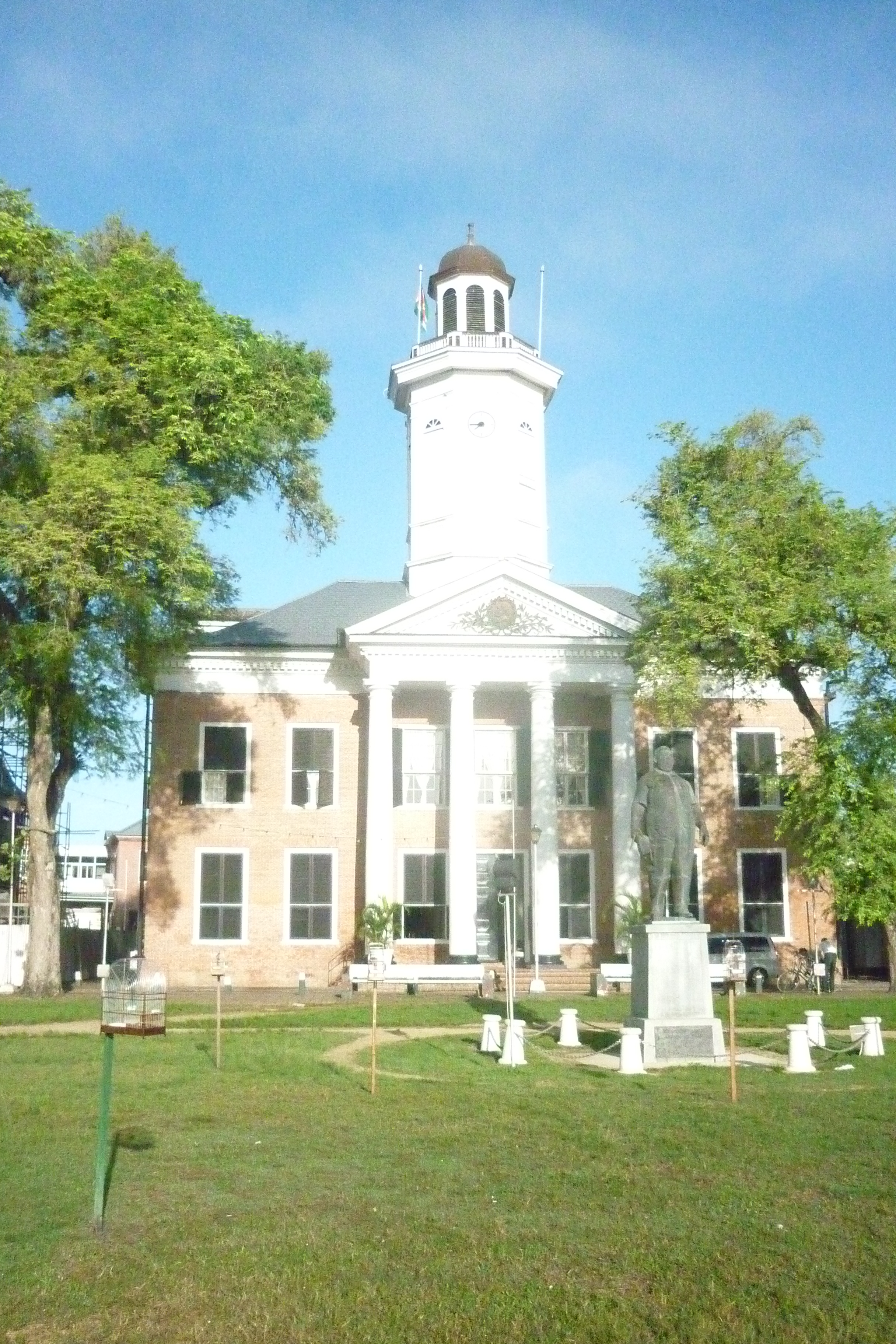
財務省の外観
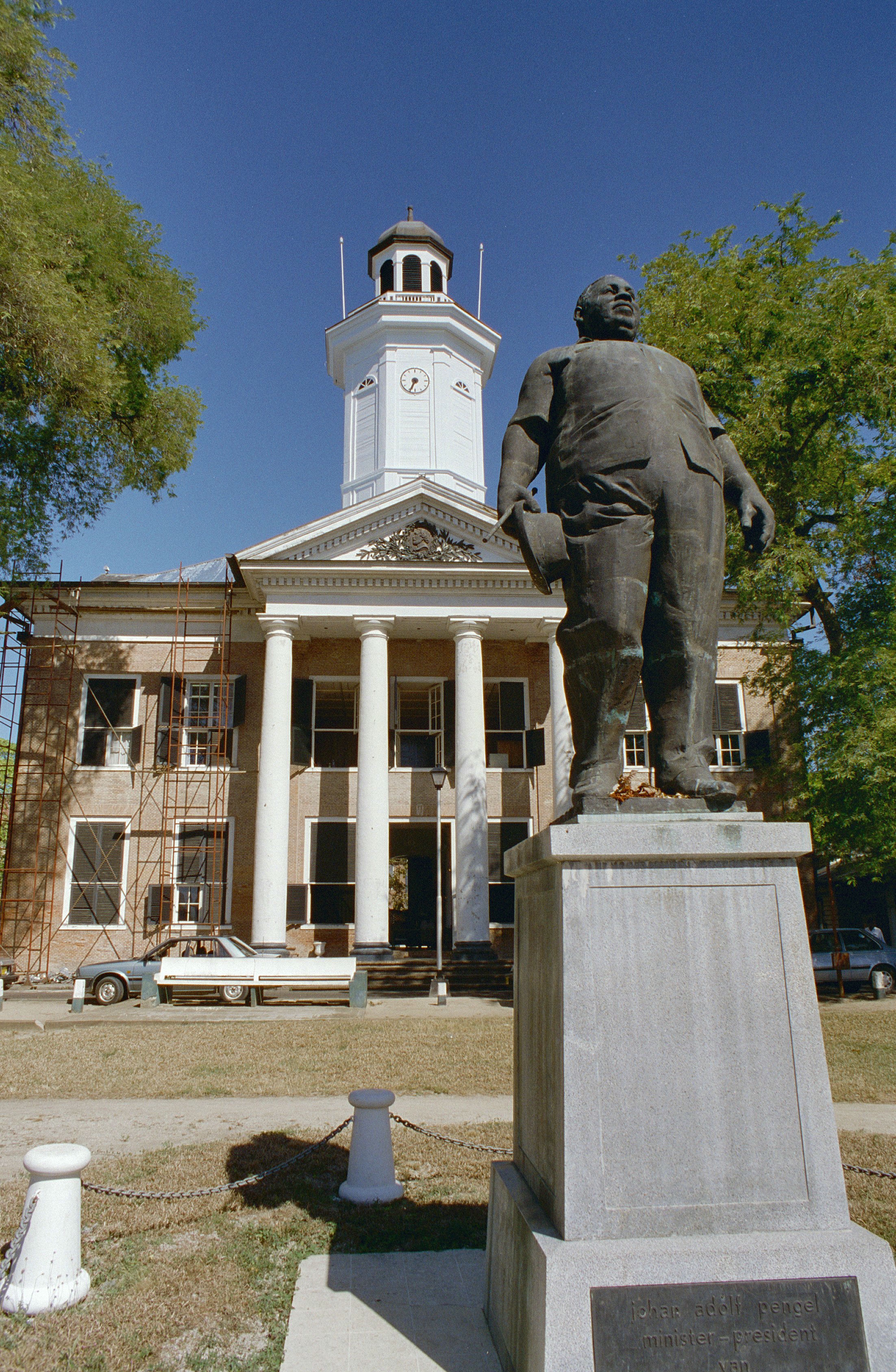
財務省と元首相ヨハン・アドルフ・ペンゲル（英語版）の像

### 改革派の教会堂
改革派の教会堂は独立広場についで古い教会広場 (Kerkplein) に建てられており、17世紀当時にはそこが政治の中心地だった。現在残る教会堂は1837年に完成した建物で、新古典主義様式のレンガ造りになっている。

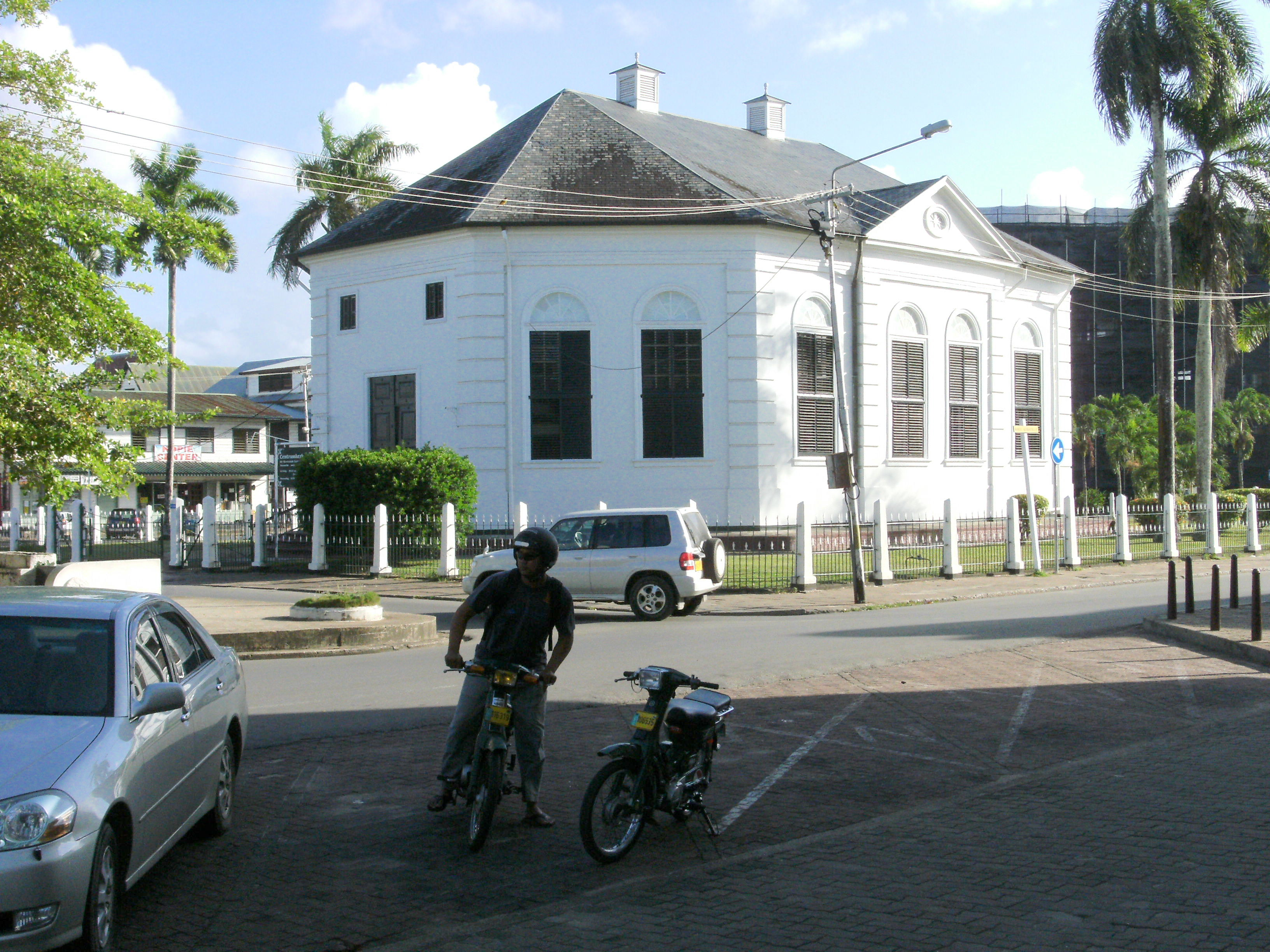
改革派の教会堂外観
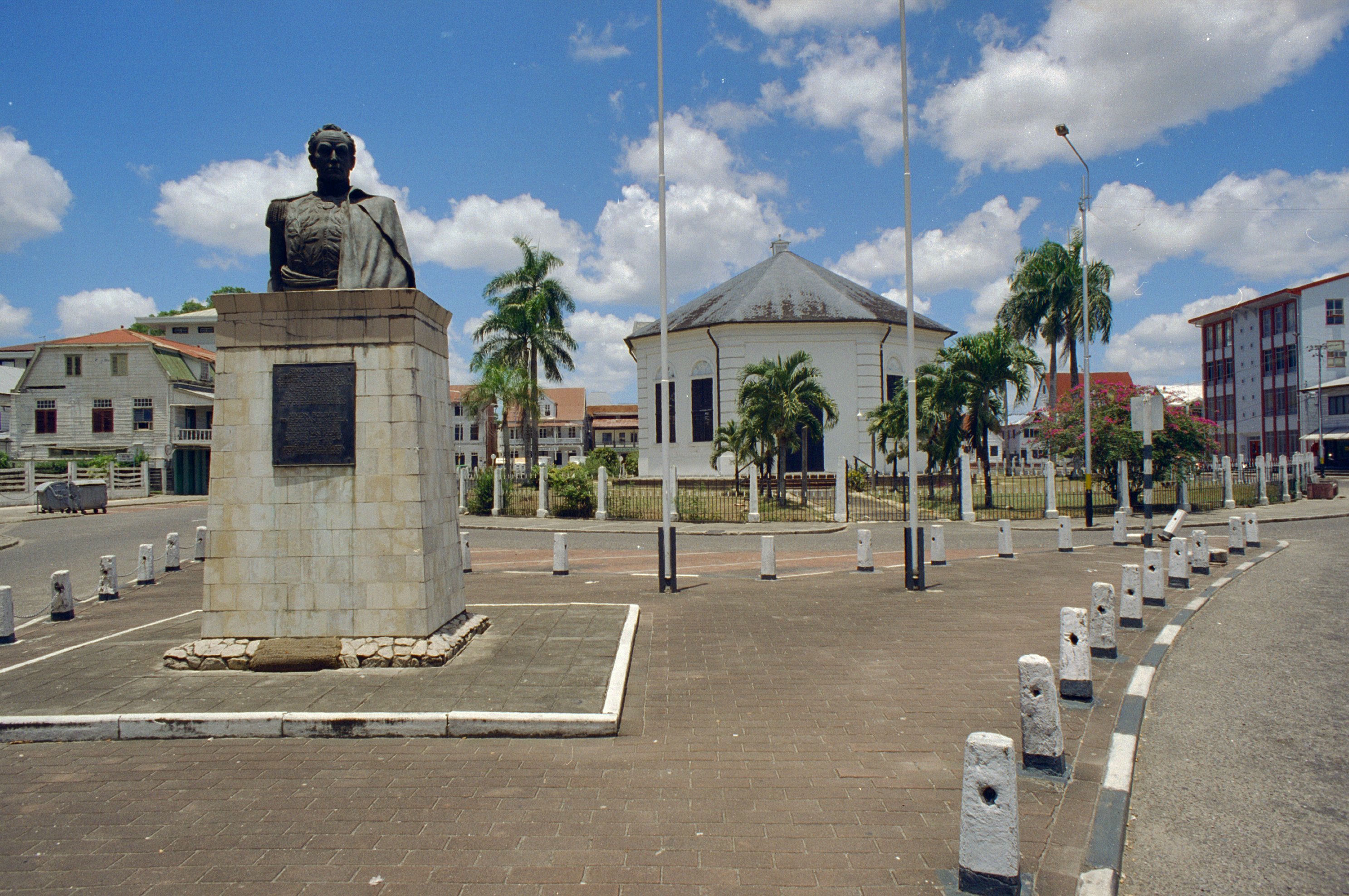
ファサードの遠景
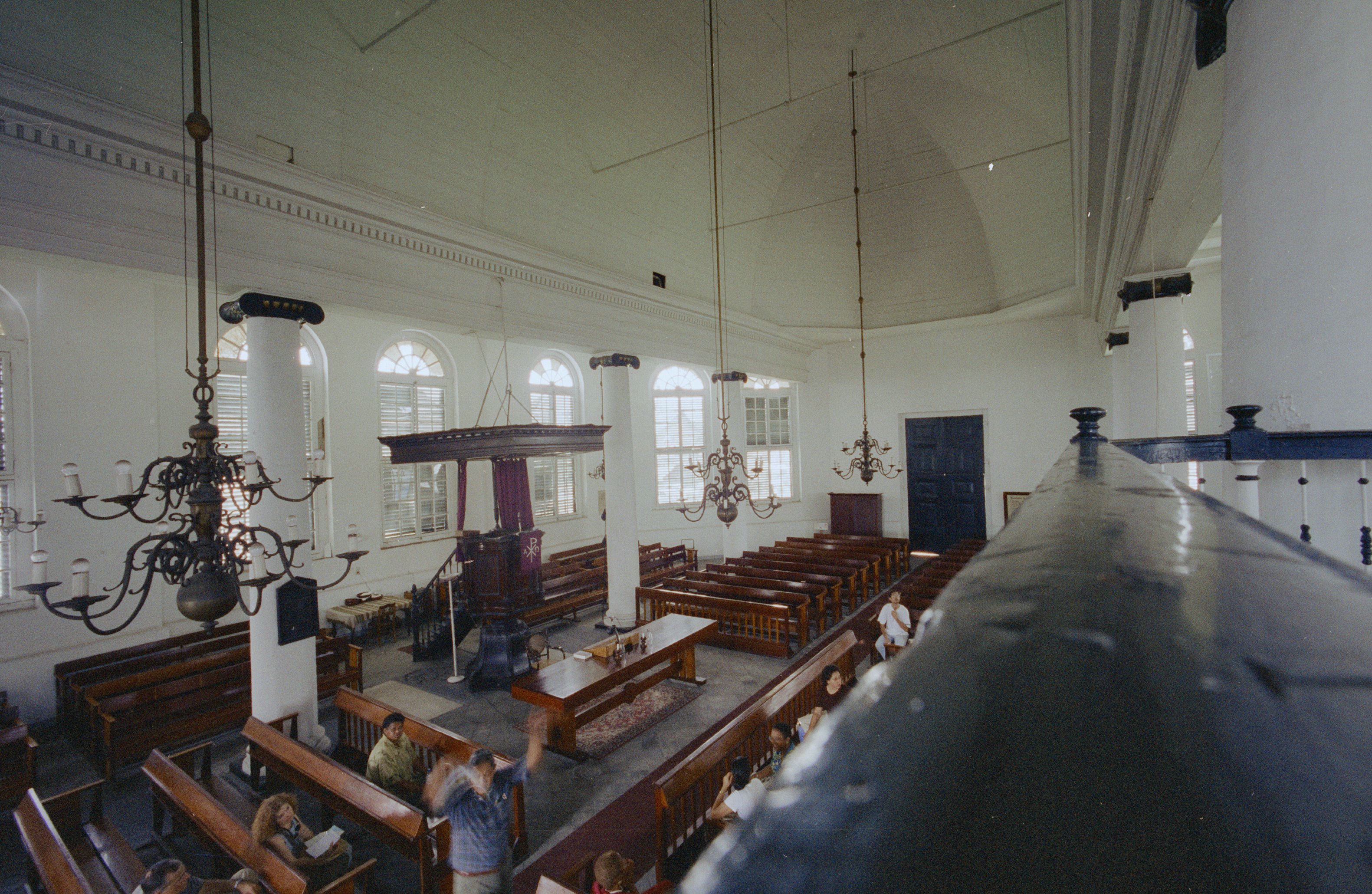
教会堂の内装
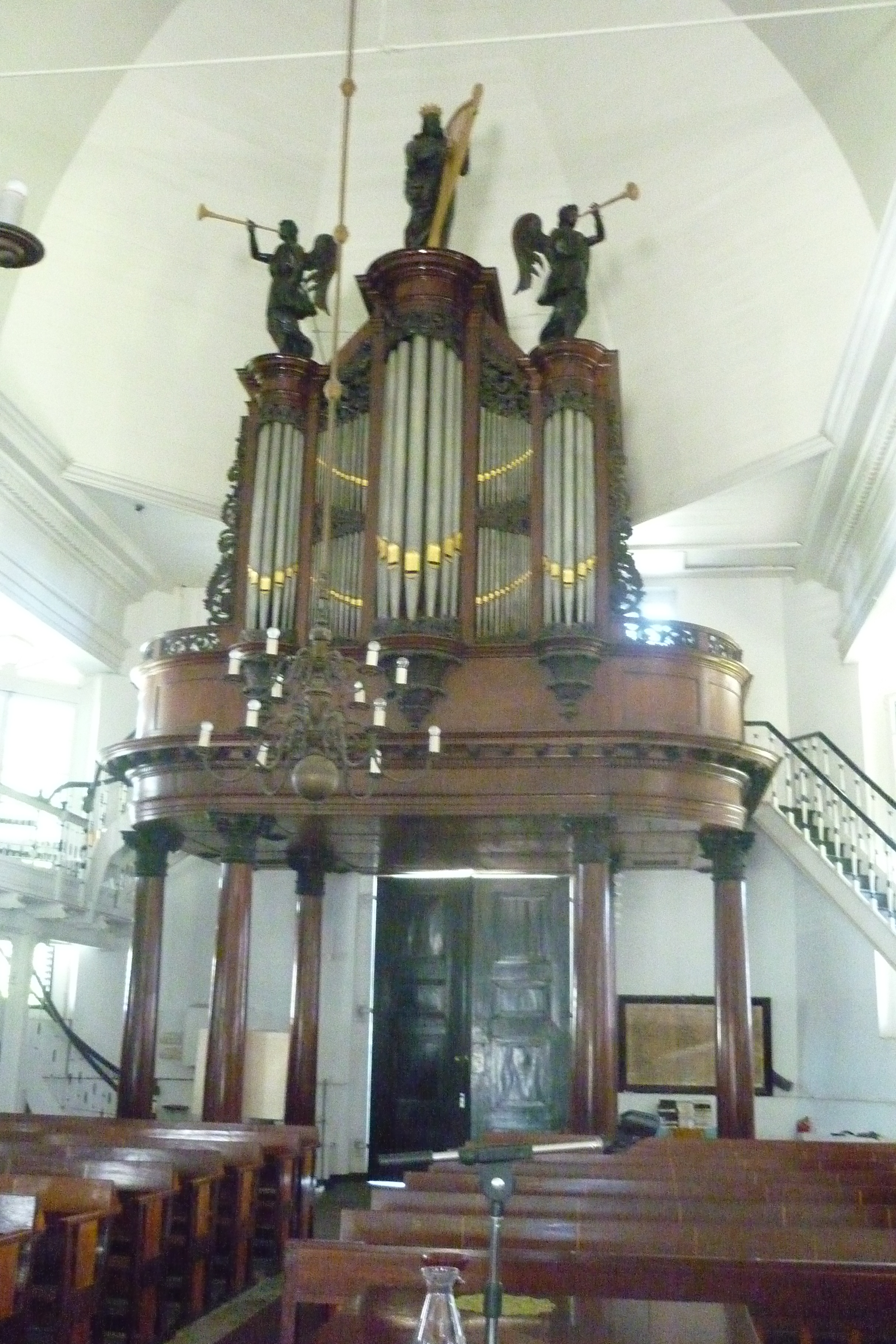
内部のオルガン

### ローマ・カトリックの大聖堂
聖ペトロ・パウロ大聖堂は、1885年に完成したローマ・カトリックの大聖堂で、ネオ・ゴシック様式を採用した木造建築物である。ファサードに2つの尖塔を備え、内部には天井の高い身廊と2つの側廊が存在している。外壁は黄色を主体に彩色されているが、内装に使われているヒマラヤスギは彩色されていない。

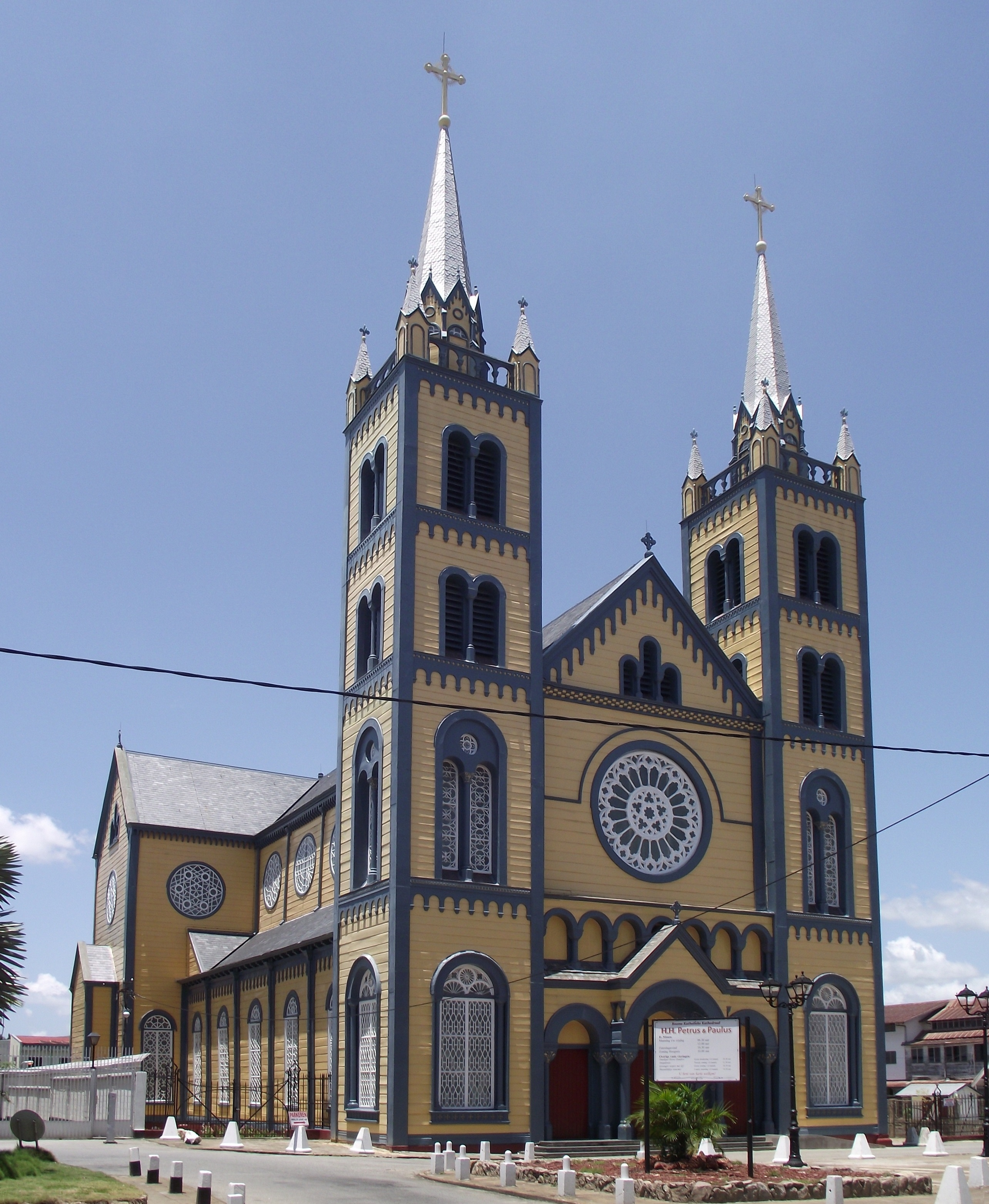
大聖堂の外観
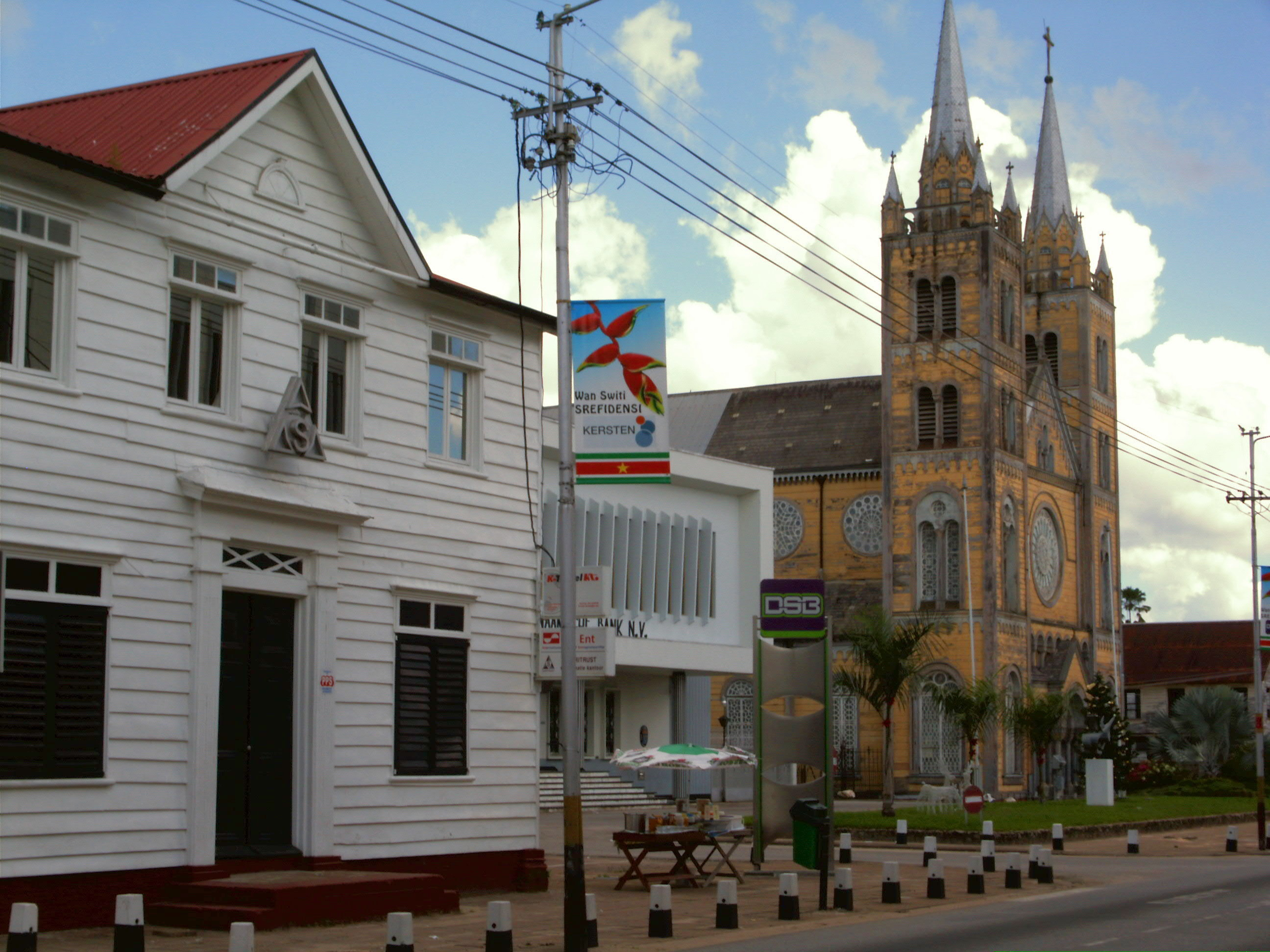
大聖堂のある街路
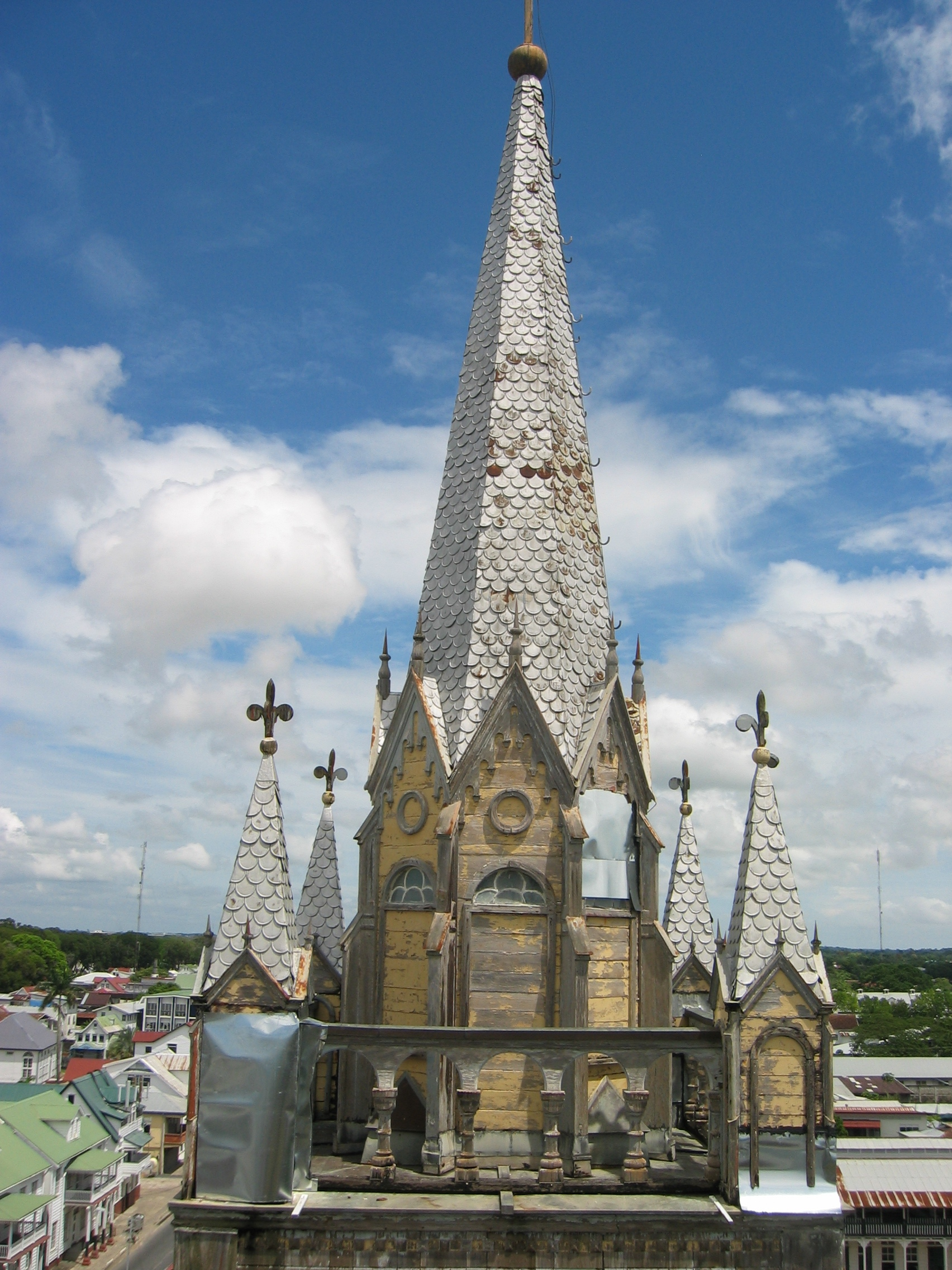
尖塔の拡大
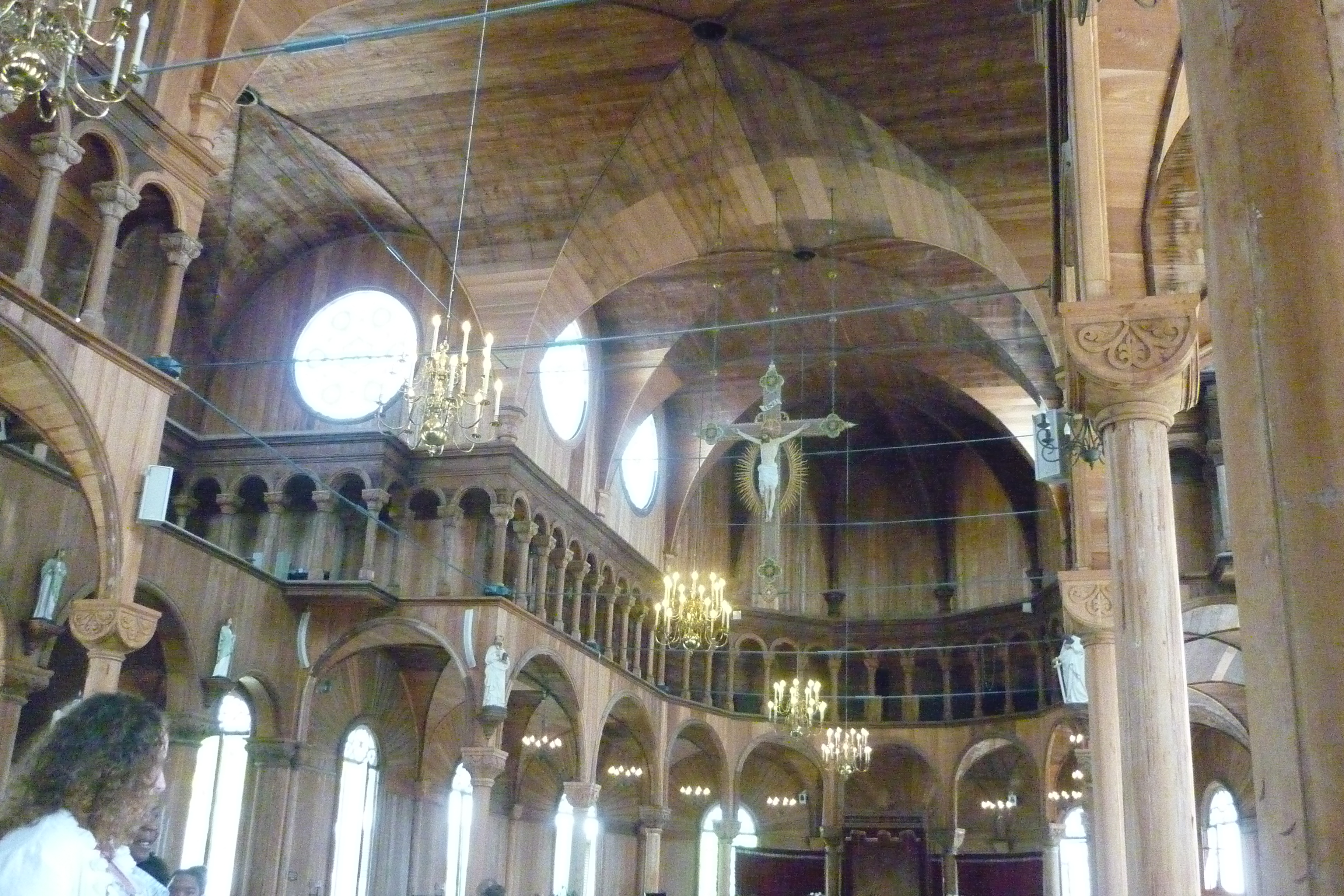
大聖堂の内装

### ウァーテルカント
ウァーテルカント（水辺地区）は歴史的な建造物群が残る地区で、世界遺産の推薦書ではそれらの建造物群の中でも、コーナーハウス (Corner House) とデ・ウァーグ (De Waag)が特筆されていた。それらはともに1821年の大火の後に最初に再建された建造物群であり、コーナーハウスはイオニア式のポルチコなどを備えた木造建築で、デ・ウァーグ（計量の家）はもともと農産物の計量に使われていたレンガ造りの建物である。

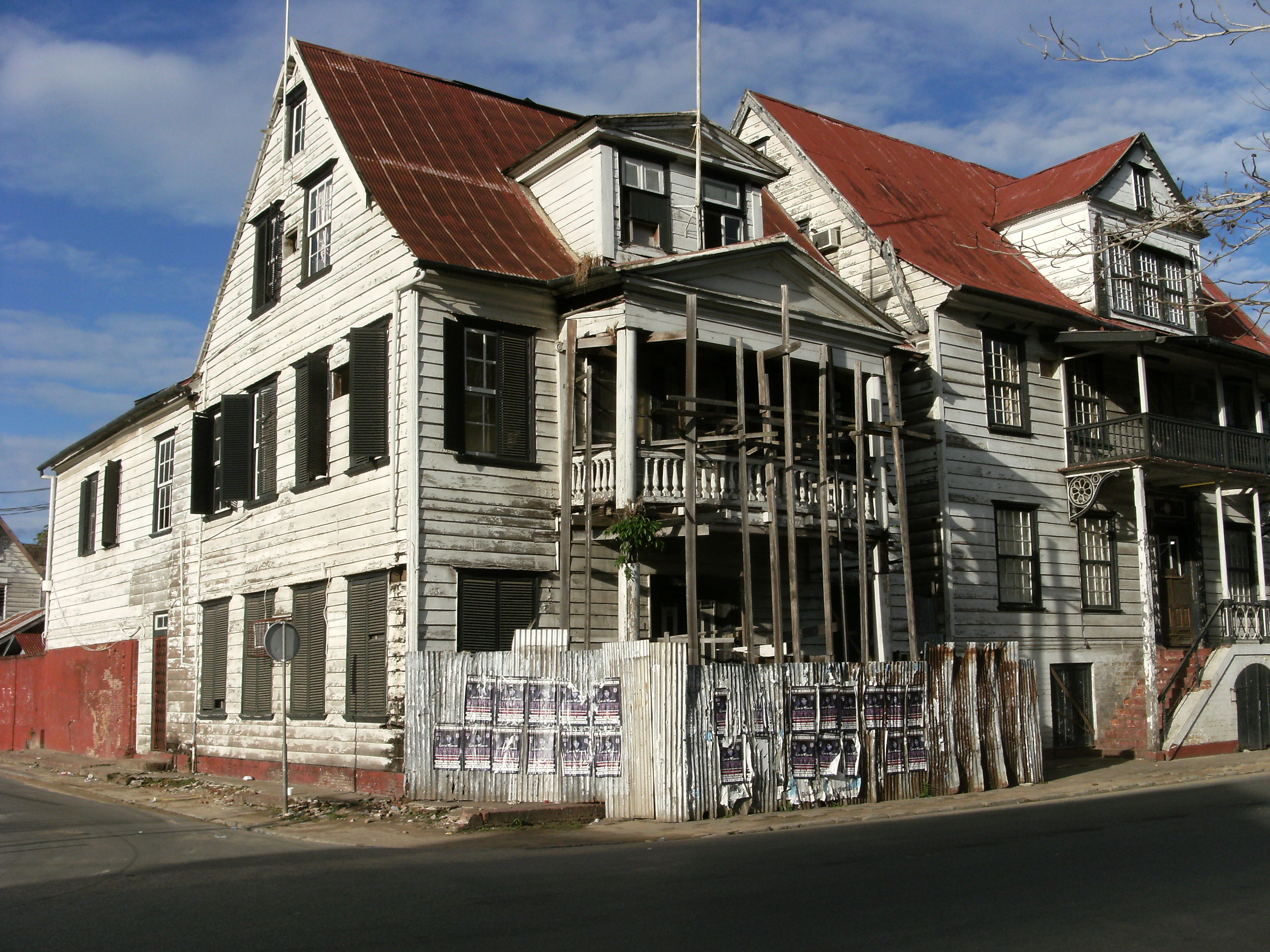
ウァーテルカントの町並み
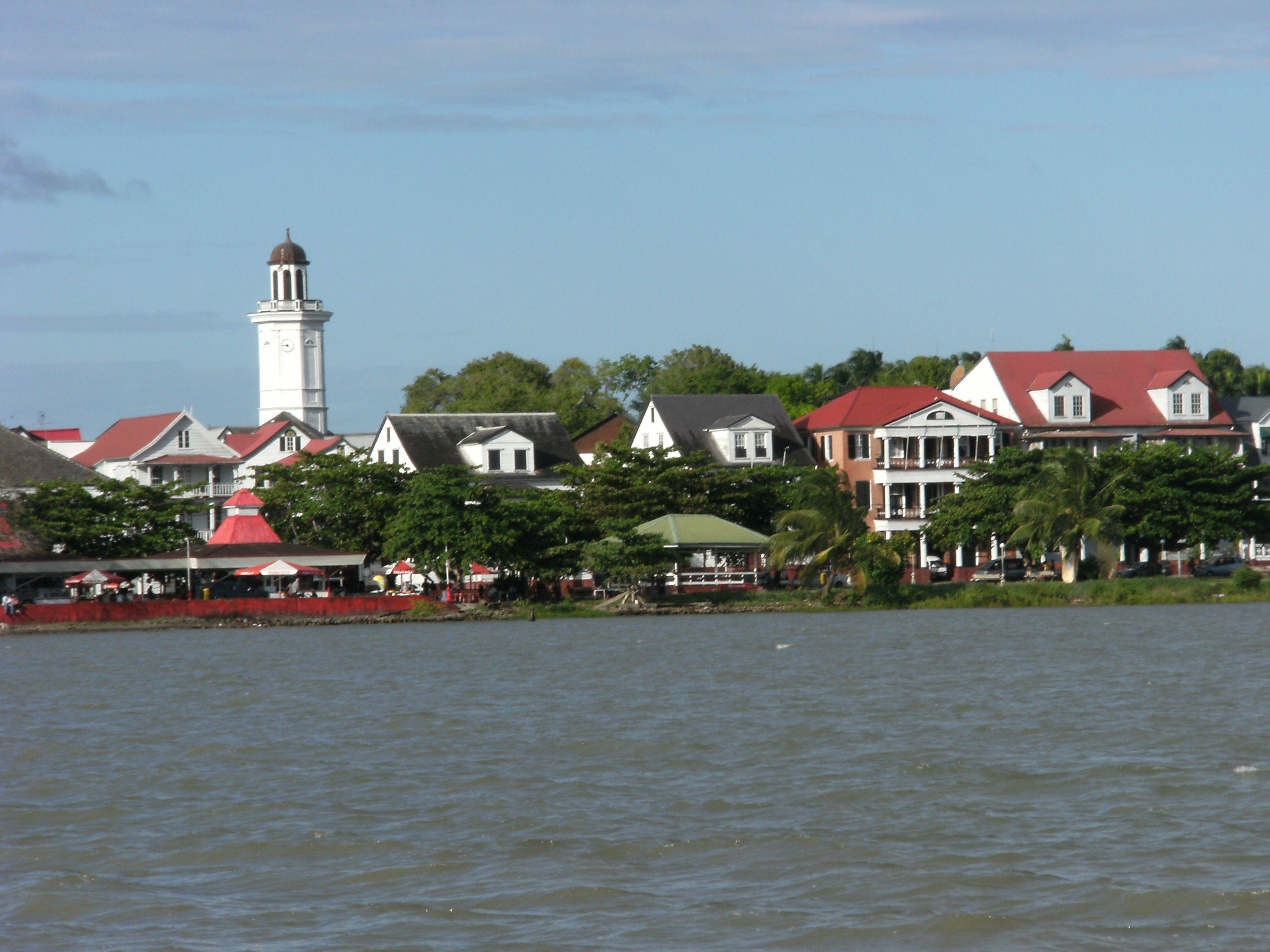
スリナム川から眺めるウァーテルカント

## 登録経緯
スリナム当局が最初に推薦したのは1998年のことだったが、1999年に審議されたときには、管理計画の不備などから「登録延期」と判断された。
2001年に再推薦されたときには、新しい建物を建てるときにも許可が必要になるなど、管理計画も整えられた。世界遺産委員会の諮問機関である国際記念物遺跡会議(ICOMOS) はその管理計画を踏まえたうえで、パラマリボがすでに世界遺産に登録されていたスペインの影響の強いコロニアル様式と異なることや、同じくオランダ植民都市であったウィレムスタットと比較しても、状況や発展の仕方の違いなどが顕著であることも認めて「登録」を勧告し、実際に2002年の第26回世界遺産委員会で登録が決議された。

### 登録名
世界遺産としての正式登録名は、Historic Inner City of Paramaribo （英語）、Centre ville historique de Paramaribo （フランス語）である。日本語では以下のように、訳し方に若干の揺れがある。
- パラマリボ市街歴史地区 （日本ユネスコ協会連盟）[26][27][28]
- パラマリボ市街の歴史地区 （古田陽久 古田真美）[29]
- パラマリボの歴史地区 （ビジュアルワイド世界遺産）[30]
- パラマリボ歴史地区 （なるほど知図帳）[31]

## 登録基準
この世界遺産は世界遺産登録基準のうち、以下の条件を満たし、登録された（以下の基準は世界遺産センター公表の登録基準からの翻訳、引用である）。
- (2) ある期間を通じてまたはある文化圏において、建築、技術、記念碑的芸術、都市計画、景観デザインの発展に関し、人類の価値の重要な交流を示すもの。
  - ICOMOSはこの基準の適用理由について、ヨーロッパ建築と地元の様式とが融合して新たな建築様式が創出されたことの優れた例証であることを指摘した[24]。

- (4) 人類の歴史上重要な時代を例証する建築様式、建築物群、技術の集積または景観の優れた例。
  - ICOMOSはこちらの基準については、スペインやポルトガルが積極的に植民地化を進めていた当時にあって、例外的にオランダの様式が南米大陸に持ちこまれた例外的な事例であることを指摘した[24]。

スリナム当局は基準 (3) の適用も求めていたが、ICOMOSの勧告の時点で除外されていた。

### 注釈

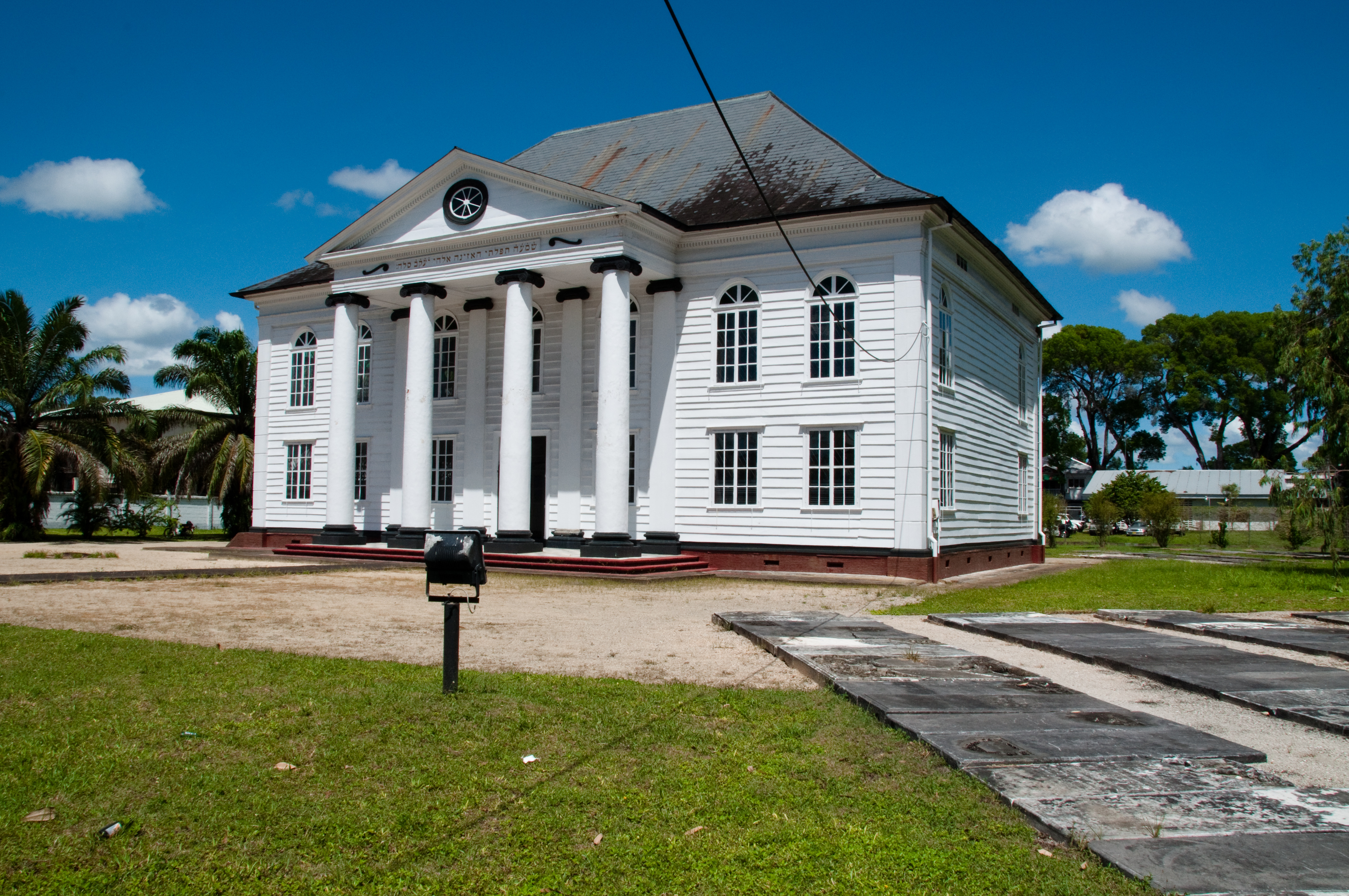
ネヴェ・シャロム